# Encounter
『Encounter』（エンカウンター）は、日本のギタリスト、押尾コータローの通算15枚目のアルバム。2019年2月20日にSME Recordsから発売。Blu-ray Disc付初回生産限定盤A、DVD付初回生産限定盤B、通常盤の3形態で発売された。

## 解説
『KTR×GTR』以来2年3ヵ月ぶりとなるオリジナル・アルバム。本作のリード曲は初回生産限定盤付属Blu-ray・DVDにミュージック・ビデオが制作・収録された「Cyborg」と「FLOWER」の2曲。本作もこれまで同様、コラボレーションが多数実現しており、2018年平昌オリンピック応援ソングとして同五輪の開会式で音楽監督を務めた梁邦彦と組んだ「久音 -KUON- feat. 梁 邦彦 ～ジョンソンアリラン変奏曲～」、押尾が尊敬しており、2015年に逝去した石田長生が生前押尾のために書き下ろした、「Pushing Tail」（直訳すると押・尾）のレコーディングの際、石田がサービス精神旺盛で気遣いの人だったと述懐、石田の温かさを思いながら収録したという。他にウィリアム・アッカーマンを迎えて制作した押尾自身の代表曲「ナユタ」、朴葵姫（パク・キュヒ）に楽曲提供した「Harmonia」のセルフカバーを含む全14曲を収録。

## 収録曲
| 全作曲: 押尾コータロー（6のみ石田長生）、全編曲: 押尾コータロー。 |                                                            |       |                                 |      |
| #                                                                 | タイトル                                                   | 作詞  | 作曲・編曲                      | 時間 |
| 1.                                                                | 「大航海」                                                 |       | 押尾コータロー（6のみ石田長生） | 3:54 |
| 2.                                                                | 「FLOWER」                                                 |       | 押尾コータロー（6のみ石田長生） | 4:05 |
| 3.                                                                | 「Horizon」                                                |       | 押尾コータロー（6のみ石田長生） | 3:45 |
| 4.                                                                | 「久音 -KUON- feat. 梁 邦彦 〜ジョンソンアリラン変奏曲〜」 |       | 押尾コータロー（6のみ石田長生） | 4:52 |
| 5.                                                                | 「ガール・フレンド」                                       |       | 押尾コータロー（6のみ石田長生） | 3:15 |
| 6.                                                                | 「Pushing Tail」                                           |       | 押尾コータロー（6のみ石田長生） | 3:41 |
| 7.                                                                | 「Cyborg」                                                 |       | 押尾コータロー（6のみ石田長生） | 3:01 |
| 8.                                                                | 「碧い夢」                                                 |       | 押尾コータロー（6のみ石田長生） | 2:29 |
| 9.                                                                | 「シネマ」                                                 |       | 押尾コータロー（6のみ石田長生） | 3:13 |
| 10.                                                               | 「Harmonia」                                               |       | 押尾コータロー（6のみ石田長生） | 3:54 |
| 11.                                                               | 「夕凪」                                                   |       | 押尾コータロー（6のみ石田長生） | 4:05 |
| 12.                                                               | 「teardrop」                                               |       | 押尾コータロー（6のみ石田長生） | 3:54 |
| 13.                                                               | 「Message」                                                |       | 押尾コータロー（6のみ石田長生） | 3:28 |
| 14.                                                               | 「ナユタ feat. William Ackerman」                          |       | 押尾コータロー（6のみ石田長生） | 5:47 |
| 合計時間:                                                         | 合計時間:                                                  | 53:23 |                                 |      |

### 初回生産限定盤Blu-ray Disc・DVD
| #  | タイトル                | 作詞 | 作曲・編曲     |
| -- | ----------------------- | ---- | -------------- |
| 1. | 「Cyborg」(Music Video) |      | 押尾コータロー |
| 2. | 「FLOWER」(Music Video) |      | 押尾コータロー |
| 3. | 「Making Movie」        |      |                |